# 手塚和彰
手塚 和彰（てづか かずあき、1941年 - ）は、日本の法学者、千葉大学名誉教授。

## 経歴
長野県松本市生まれ。東京大学法学部政治学科卒業。同大学助手を経て、1970年千葉大学講師、1974年同大学法経学部助教授、1984年同大学教授。1985年～1987年ドイツケルン大学客員教授等を兼任。1999年4月より法経学部学部長。2007年定年退官、名誉教授となり、青山学院大学国際政治経済学部教授。2012年退職。2020年春、瑞宝中綬章受勲。専門は外国人労働者、ドイツ問題。

## 著書
- 『外国人労働者』日本経済新聞社, 1989
- 『労働力移動の時代 「ヒト」の開国の条件』中公新書 1990
- 『外国人労働者 続』日本経済新聞社, 1991
- 『外国人と法』有斐閣, 1995
- 『国の福祉にどこまで頼れるか』中央公論社, 1999
- 『怠け者の日本人とドイツ人 停滞を生んだ国民性』中公新書ラクレ 2004
- 『外国人労働者研究』信山社出版, 2004
- 『EU盟主・ドイツの失墜 英国離脱後の欧州を見る鍵』中公選書 中央公論新社, 2017

### 共編
- 『日本とドイツの外国人労働者 シンポジウム (シリーズ外国人労働者) 渡辺尚[ほか]共編. 明石書店, 1991
- 『外国人労働者の就労実態 総合的実態調査報告集』駒井洋,小野五郎,尾形隆彰共編 神奈川県労働部労政課企画 明石書店, 1992
- 『外国人労働者と自治体 (シリーズ外国人労働者)宮島喬,伊藤祐禎共編. 明石書店, 1992
- 『高齢社会への途 日欧社会保障共同シンポジウム』ベルント・バロン・フォン・マイデル共編. 信山社出版, 1998

### 翻訳
- ペーター・ハナウ, クラウス・アドマイト『ドイツ労働法』阿久沢利明共訳. 信山社出版, 1994
- クルツィオ・マラパルテ『クーデターの技術』鈴木純共訳 (中公選書 中央公論新社, 2015)
- エッカルト・コンツェ, ノルベルト・フライ, ピーター・ヘイズ, モシェ・ツィンマーマン『ドイツ外務省〈過去と罪〉 第三帝国から連邦共和国体制下の外交官言行録』稲川照芳, 足立ラーベ加代共訳. えにし書房, 2018

### 記念論文集
- 『変貌する労働と社会システム 手塚和彰先生退官記念論集』中窪裕也共編集代表. 信山社出版, 2008